# Bogdan Ridge
Bogdan Ridge (englisch; bulgarisch рид Богдан rid Bogdan) ist ein markanter, felsiger 1,3 km langer und bis zu 440 m hoher Gebirgskamm auf Greenwich Island im Archipel der Südlichen Shetlandinseln. Er bildet den nordöstlichen Ausläufer der Breznik Heights und ragt unmittelbar westlich des Santa Cruz Point auf.
Die bulgarische Kommission für Antarktische Geographische Namen benannte ihn 2005 nach dem Großen Bogdan in der Sredna Gora in Bulgarien.